# Neoplasia cística mucinosa do pâncreas
Neoplasias císticas mucinosas pancreáticas ou tumores císticos mucinosos são um grupo de neoplasias císticas que se formam no pâncreas.